# Theodor Rehbock

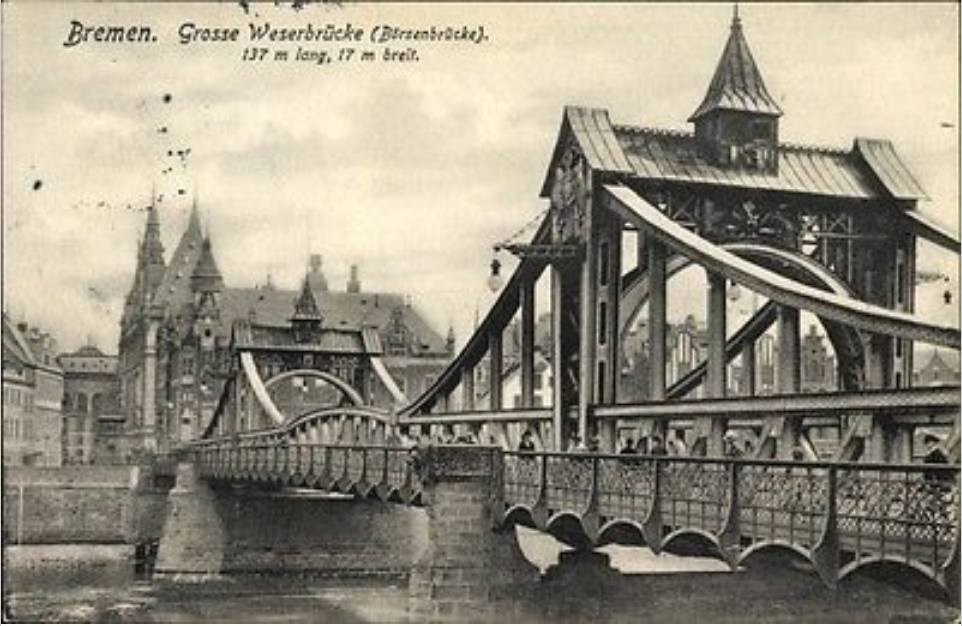
Grosse Weserbrücke (1895)

Heinrich Christoph Theodor Rehbock (Amsterdam, 12 april 1864 - Baden-Baden, 17 augustus 1950) was een Duitse waterbouwkundig ingenieur en professor aan de Universiteit van Karlsruhe. 

## Familie
Rehbock was de zoon van de koopman Alexander Rehbock (1829-1914), die vanwege zijn beroep van Frankfurt am Main naar Amsterdam was verhuisd, en zijn vrouw Emma Katharina Elisa/Elisabeth Schöffer (1842-1930).  Zuster Susanna Dorothea Rehbock trouwde met ondernemer en filantroop Christian Wilhelm Janssen. Broer Heinrich Carl Rehbock was zakenman en filantroop. In 1901 trouwde Theodor Rehbock met Margarete Küster. Ze is bevallen van vier zonen en een dochter.

## Leven
Rehbock ging naar de lagere school in Amsterdam, vervolgens naar de middelbare school (humanistischen Progymnasium) in Boppart aan de Rijn en daarna naar het Wöhler-Realgymnasium in Frankfurt aan de Main, en studeerde van 1884-1890 aan de Technische Universiteit van München en het Berlijnse Instituut voor Technologie en behaalde zijn ingenieurstitel in 1892 (dipl.-ing.).
In 1892, na het behalen van het eerste staatsexamen, ging hij naar Bremen als rijksbouwleider (stagiaire in de openbare gebouwenadministratie), waar hij al naam maakte met het constructieve ontwerp voor de nieuwbouw van de grote brug over de Wezer. In die periode werkte hij onder leiding van Ludwig Franzius. In 1894 slaagde hij voor het tweede staatsexamen en werkte daarna als rijksbouwmeester (assessor in de openbare gebouwenadministratie) aan de bouw van het Rijksdaggebouw in Berlijn. Al snel werd hij daar zelfstandig als raadgevend ingenieur. Rehbock deed in veel landen onderzoek naar de watervoorziening en het technisch gebruik van water.
Rehbock deed in veel landen onderzoek naar watervoorziening en waterbouwkunde. Verder bouwde hij een waterkrachtcentrale in de rivier de Murg in Baden. In 1899 werd Rehbock professor in de vloeistofmechanica aan de Universiteit van Karlsruhe, waar hij in 1901 een hydraulisch laboratorium begon. Hiervan was hij tot 1934 directeur. Hier werden de hydraulische aspecten van de meeste grote projecten in Duitsland getest, maar ook in vele andere landen in de wereld zoals de sluizen van de Afsluitdijk. In Duitsland was zijn werk voor het bevaarbaar maken van de Rijn het belangrijkste. Na zijn pensionering kreeg het laboratorium de naam "Theodor Rehbock Labor".
In 1899 werd hij benoemd tot hoogleraar waterbouwkunde aan de Technische Universiteit van Karlsruhe. Hij bouwde daar het riviertechnische laboratorium en beheerde het tot 1934. De meeste grote riviertechnische projecten in Duitsland en vele andere waterbouwkundige projecten over de hele wereld werden hier bestudeerd, zoals de dijk in Nederland.[2] Ook het concept voor de uitbreiding van de Murg in Baden met waterkrachtcentrales gaat op hem terug. Het laboratorium heet sinds 1939 het "Theodor Rehbock Laboratorium". Sinds 1955 is ook de Theodor-Rehbock-Strasse in Karlsruhe naar hem vernoemd.
Rehbock was drie keer rector van de Universiteit van Karlsruhe: in 1907-1908, 1917-1918 en 1925-1926.
In 1935 leidde een initiatief van Theodor Rehbock, Wolmar Fellenius en Rudolf Seifert tot de oprichting van de International Association for Hydro-Environment Engineering and Research (IAHR).
In 1944 ontving hij de Goethe-medaille voor kunst en wetenschap. Hij werd in 1940 erelid van het KIvI. Als technisch ingenieur is hij niet gepromoveerd, wat destijds in Duitsland en in Nederland ook niet gebruikelijk was. Wel heeft hij in 1918 een eredoctoraat ontvangen van de Universiteit van München.

## Werk in Afrika

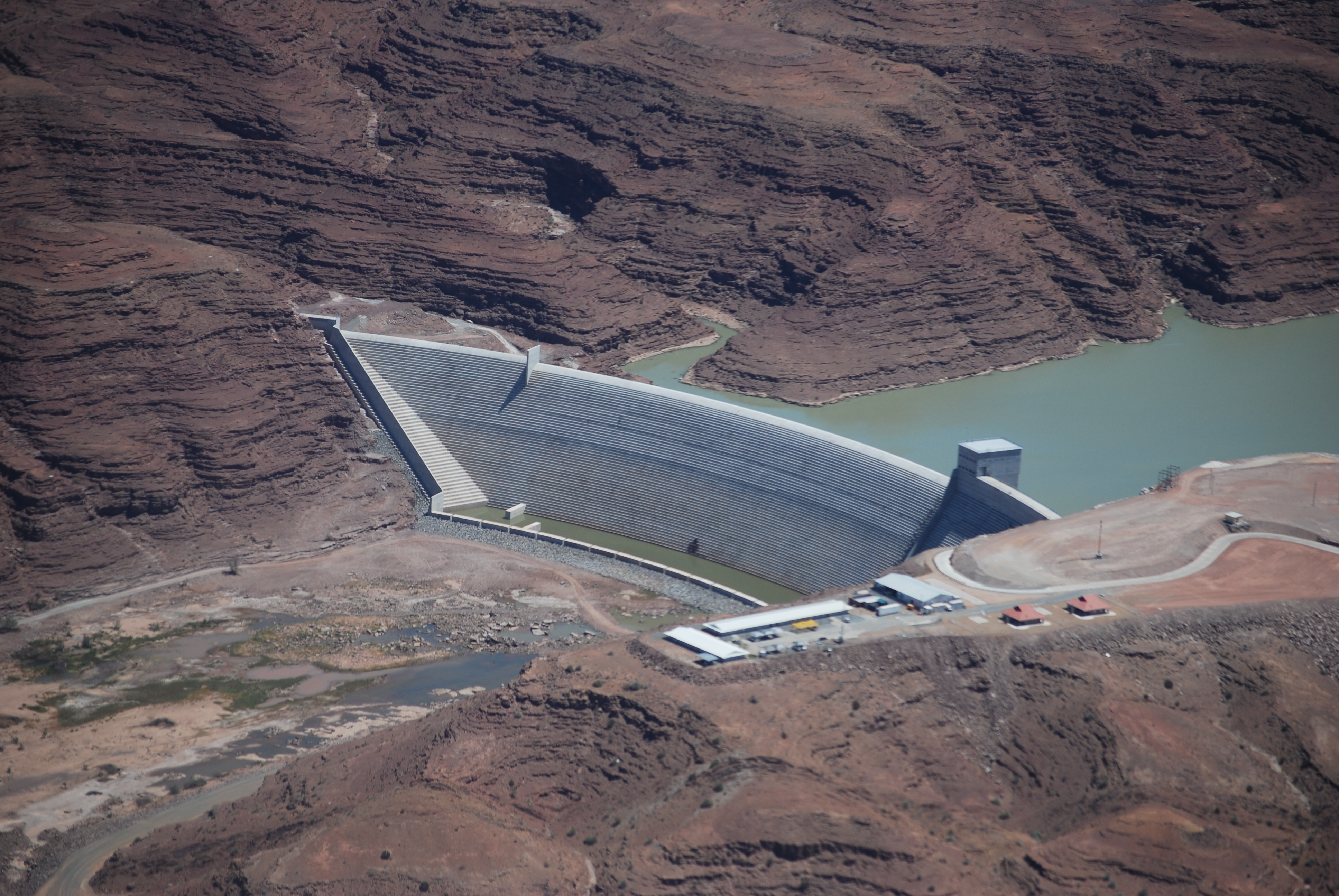
De Neckartaldam in 2019

In 1896 en 1897 voerde Theodor Rehbock op uitnodiging van het koloniale Syndicaat van Waterzaken een expeditie uit door Namibië en Zuid-Afrika. Gedurende deze tijd werd hij een visionair van een land dat getransformeerd was door meer permanente watervoorziening in boerderijdammen en massieve dammen in rivierbeddingen. Hij ontwierp de Pokkiesdraai- en de Avispoortdam bij Windhoek, de Hatsamasdam bij Dordabis, de Nautedam  in de Leeuwrivier ten zuidwesten van Keetmanshoop in de huidige regio !Karas. Ook ontwierp hij een systeem van terrasvormige dammen in de Visrivier, te beginnen met de Hardapdam en als hoogtepunt de Kokerboomnaute of Neckartaldam. Grotere dammen zouden door de staat worden gefinancierd en zouden kunnen worden gekoppeld aan landbouwcoöperatieve complexen. Het project ontleende zijn naam aan Neckartal en Kokerboomfontein; twee boerderijen net buiten Keetmanshoop en het Berseba-reservaat. Hij publiceerde hierover een tweetal boeken.   Hier in zette hij zijn plannen in detail uiteen. Echter, door de opstand van de lokale bevolking en de daaropvolgende genocide (1903) en het uitbreken van de Eerste Wereldoorlog en het daaropvolgende einde van het Duitse koloniale regime in Namibië kwam van de uitvoering van de plannen voor een dam in de Visrivier en bij het Neckartal niets terecht. Namibië werd een Engels protectoraat en bevolkt met arme (blanke) boeren. Van 1915 tot 1955 gebeurde er niet veel in termen van het bouwen van verdere dammen, en Theodor Rehbock en zijn ideeën werden enigszins vergeten, ondanks het feit dat hij werd beschouwd als een internationale technische beroemdheid. De arme blanken die vanuit het zuiden Namibië binnenstroomden, kregen landbankkredieten om boorgaten op hun boerderijen te boren. In 1933, op het hoogtepunt van een droogte en een wereldwijde depressie, werden haastig dammen gebouwd bij Avis en in Ovamboland als onderdeel van een regeling waarbij werk werd betaald.Na de Tweede Wereldoorlog en tussen 1955 en 1969 bouwden de waterstaatsambtenaren Otto Wipplinger en Heinz Stengel veel van de huidige dammen in Namibië. Daardoor hebben ze veel Rehbock-tradities en visies opnieuw geactiveerd. Na hun pensionering en ontslag vervielen de waterzaken in relatieve passiviteit. Maar fin de de 21e eeuw is dit weer opgestart, en in de periode 2013-2019 is de huidige Neckartaldam uiteindelijk volgens de plannen van Rehbock gebouwd. 

## Rehbock-stuw

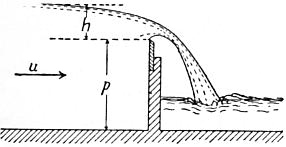
doorsnede van een Rehbockstuw

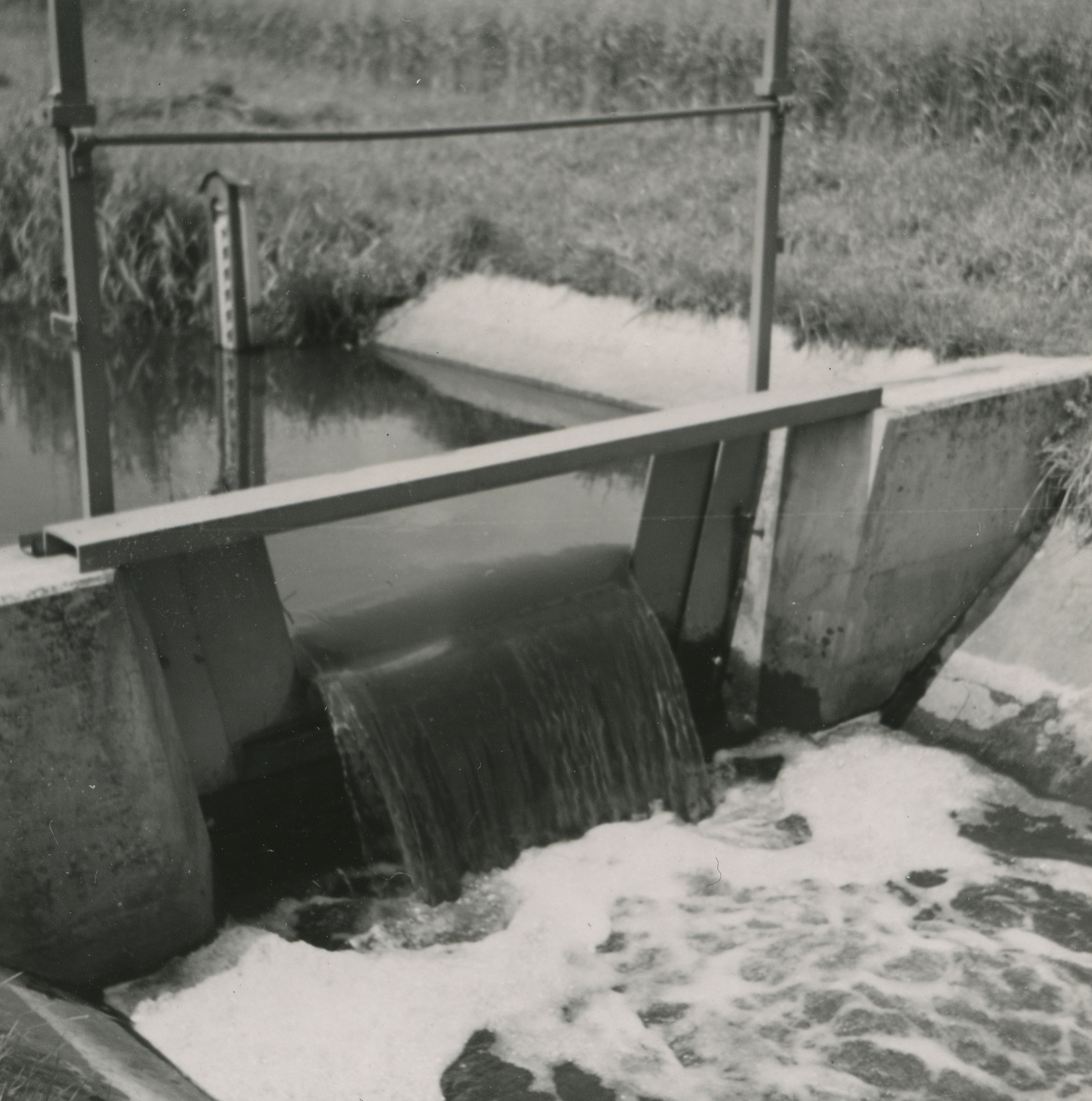
Meetstuw in de Lollebeek

Een van de elementaire ontwikkelingen van Rehbock is de Rehbockstuw of Rehbockoverlaat. Dit is een overlaat met dezelfde breedte als de watergang en met een scherpe kruin. Rehbock vond dat in zo'n geval het debiet alleen afhangt van de waterhoogte boven de kruin, gemeten op een afstand 2p bovenstrooms van de schuif. Volgens Rehbock is de afvoer over de schuif dan:
{\displaystyle Q=m{\frac {2}{3}}{\sqrt {2g}}\cdot B\cdot {h_{e}}^{3/2}}
{\displaystyle h_{e}=h+1,1(mm)}
{\displaystyle m=1,045+{\frac {h_{e}}{p}}}
waarbij
- Q = debiet over de stuw
- h = waterstand boven de schuif op een afstand 2p bovenstrooms van de schuif
- B = breedte van de overlaat
- p = de hoogte van de stuw

Belangrijk hierbij is dat in deze formule voor alle lengtematen mm gebruikt worden, de formule is niet dimensieloos. De kruin moet scherp zijn, ongeveer 1 mm breed. Bovendien moet er lucht onder de overstortende straal kunnen komen.
De formule is vooral ontwikkeld voor meetstuwen in laboratoriumgoten. Als de watergang niet zo breed is, kan ook in de natuur deze methode toegepast worden. Na Rehbock zijn er veel onderzoekers die afwijkende stuwvormen ontwikkeld hebben met allen hun eigen specifieke toepassingsgebied. In Nederlands-Indië hebben ir. Romijn en ir. Vlugter de meetstuw verder ontwikkeld.

## De getande woelbak

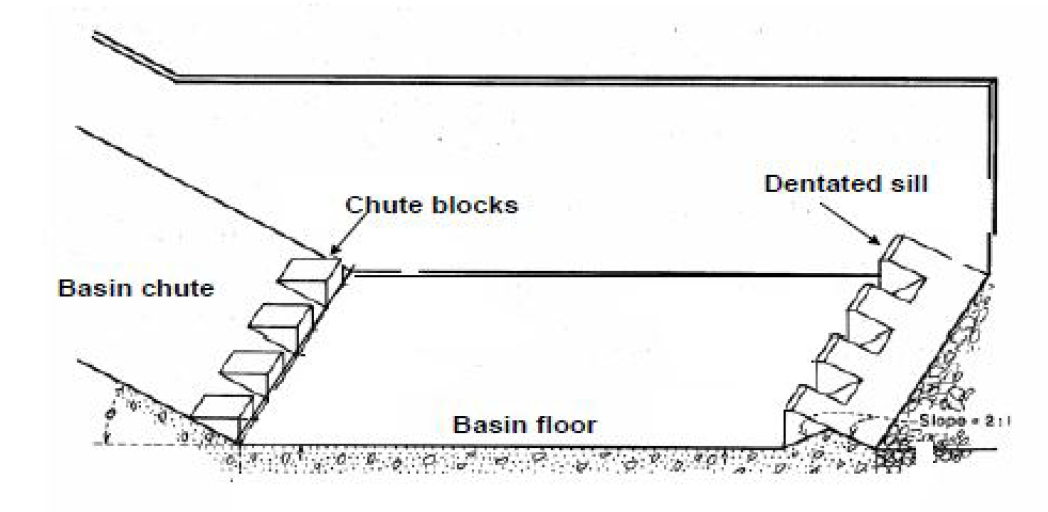
woelbak met getande einddrempel

Mede door zijn ervaring met dammen in Namibië had hij belangstelling voor een optimale energiedissipatie achter de dam, in de woelbak. Achter de noodoverlaat van een dam is zo'n constructie nodig om te voorkomen dat er benedenstrooms ontoelaatbare erosie optreedt. Het is belangrijk om deze woelbak klein te houden om de aanlegkosten te minimaliseren. Hij ontwikkelde hiervoor de "Zahnschwelle" (tanddrempel) , een rij betonnen tanden aan de uiteinde van een vaste overlaat onder een stuwsysteem, die de vorming van erosie voorkomt. Hij kreeg hier een octrooi voor  (octrooidocument van 14 mei 1925; apparaat om schuren te voorkomen van de bodem van waterlopen). De octrooirechten zijn opgekocht door het ingenieursbureau Pfletschinger uit Oostenrijk, die in Nederland en Nederlands-Indië onder nr. 24762 heeft laten inschrijven.  Deze methode heeft wereldwijd ingang gevonden.
- Bibsys: 2065948
- CiNii: DA15196074
- Gemeinsame Normdatei: 11752140X
- International Standard Name Identifier: 0000 0000 8243 3707
- Library of Congress Control Number: no2004116500
- Mathematics Genealogy Project: 224094
- Nationale Bibliotheek van Israël: 987007312871405171
- Nationale Bibliotheek van Polen: a0000003362347
- Système universitaire de documentation: 189545607
- Virtual International Authority File: 59863723
- WorldCat: E39PBJj8XCjRyDccJFw8hdMtrq